# 말레이시아 총리
말레이시아 총리(말레이어: Perdana Menteri Malaysia)는 말레이시아의 내각 수반이다. 국왕이 임명한다. 총리는 재임 중 스리 퍼르다나에서 거주한다.
총리의 임기는 정해져 있지 않지만, 최대 5년이며, 총리는 이 이내에 국왕에게 부탁해 국회를 해산하여 총선을 실시해야 한다. 이는 언제든지 가능하나 주로 4,5년을 주기로 행해진다. 내각책임제로, 다수당의 총재가 집권한다. 다만 말레이시아는 당들이 서로 연합하는 특징이 있다. 만약에 총선에서 다수연합이 BN이 되면 BN의 총재가 총리가 되며, PR이면 PR의 총재가 총리가 된다. 2018년 5월 첫 정권교체가 일어났다. (다만 기존에 기존 여당에서 총리를 한 적 있던 사람이 총리가 되었다)
총리의 궐위 시 부총리가 총리직을 승계한다. 현재까지 툰쿠 압둘 라만을 제외하곤 다 부총리 상태에서 총리직을 승계했다.

## 목록
연합:   동맹당 (AP)   국민전선 (BN)   국민연합 (PN)   희망연대 (PH)
당:   통일말레이국민조직 (UMNO)   말레이시아 원주민연합당 (PPBM)   인민정의당 (PKR)
| GE 임기 | 대 | 이름 (헌법상) (출생-사망)                                      | 사진                        | 임기             | 임기             | 임기     | 당   | 연합 | 칭호                                                                    |
| GE 임기 | 대 | 이름 (헌법상) (출생-사망)                                      | 사진                        | 취임일           | 퇴임일           | 재직일수 | 당   | 연합 | 칭호                                                                    |
| ------- | -- | -------------------------------------------------------------- | --------------------------- | ---------------- | ---------------- | -------- | ---- | ---- | ----------------------------------------------------------------------- |
| 00      | 1  | 툰쿠 압둘 라만 MP for Kuala Muda (1903–1990)                   |                             | 1957년 8월 31일  | 1959년 6월 27일  | 4770     | UMNO | AP   | 독립의 아버지 (Bapa Kemerdekaan) 및 말레이시아의 아버지 (Bapa Malaysia) |
| 01      | 1  | 툰쿠 압둘 라만 MP for Kuala Muda (1903–1990)                   | 1959년 8월 19일             | 1964년 3월 1일   |                  | 4770     | UMNO | AP   | 독립의 아버지 (Bapa Kemerdekaan) 및 말레이시아의 아버지 (Bapa Malaysia) |
| 02      | 1  | 툰쿠 압둘 라만 MP for Kuala Muda (1903–1990)                   | 1964년 3월 21일             | 1969년 3월 20일  |                  | 4770     | UMNO | AP   | 독립의 아버지 (Bapa Kemerdekaan) 및 말레이시아의 아버지 (Bapa Malaysia) |
| 03      | 1  | 툰쿠 압둘 라만 MP for Kuala Muda (1903–1990)                   | 1969년 5월 10일             | 1970년 9월 22일  |                  | 4770     | UMNO | AP   | 독립의 아버지 (Bapa Kemerdekaan) 및 말레이시아의 아버지 (Bapa Malaysia) |
| 03      | 2  | 압둘 라자크 후세인 MP for Pekan (1922–1976)                    |                             | 1970년 9월 22일  | 1974년 7월 31일  | 1940     | UMNO | AP   | 개발의 아버지 (Bapa Pembangunan)                                        |
| 04      | 2  | 압둘 라자크 후세인 MP for Pekan (1922–1976)                    | 1974년 8월 24일             | 1976년 1월 14일  | BN               | 1940     | UMNO |      | 개발의 아버지 (Bapa Pembangunan)                                        |
| 04      | 3  | 후세인 온 MP for Johor Timur (1922–1990)                       |                             | 1976년 1월 14일  | 1978년 6월 12일  | 2010     | UMNO | BN   |                                                                         |
| 05      | 3  | 후세인 온 MP for Johor Timur (1922–1990)                       | 1978년 7월 8일              | 1981년 7월 16일  |                  | 2010     | UMNO | BN   |                                                                         |
| 05      | 4  | 마하티르 모하마드 MP for Kubang Pasu (1925-)                   |                             | 1981년 7월 16일  | 1982년 3월 29일  | 8142     | UMNO | BN   | 현대화의 아버지 (Bapa Pemodenan)                                        |
| 06      | 4  | 마하티르 모하마드 MP for Kubang Pasu (1925-)                   | 1982년 4월 22일             | 1986년 7월 19일  |                  | 8142     | UMNO | BN   | 현대화의 아버지 (Bapa Pemodenan)                                        |
| 07      | 4  | 마하티르 모하마드 MP for Kubang Pasu (1925-)                   | 1986년 8월 3일              | 1990년 10월 4일  |                  | 8142     | UMNO | BN   | 현대화의 아버지 (Bapa Pemodenan)                                        |
| 08      | 4  | 마하티르 모하마드 MP for Kubang Pasu (1925-)                   | 1990년 10월 21일            | 1995년 4월 6일   |                  | 8142     | UMNO | BN   | 현대화의 아버지 (Bapa Pemodenan)                                        |
| 09      | 4  | 마하티르 모하마드 MP for Kubang Pasu (1925-)                   | 1995년 4월 25일             | 1999년 11월 10일 |                  | 8142     | UMNO | BN   | 현대화의 아버지 (Bapa Pemodenan)                                        |
| 10      | 4  | 마하티르 모하마드 MP for Kubang Pasu (1925-)                   | 1999년 11월 29일            | 2003년 10월 31일 |                  | 8142     | UMNO | BN   | 현대화의 아버지 (Bapa Pemodenan)                                        |
| 10      | 5  | 압둘라 아마드 바다위 MP for Kepala Batas (1939-2025)           |                             | 2003년 10월 31일 | 2004년 3월 2일   | 1981     | UMNO | BN   | 인적 자원 개발의 아버지 (Bapa Pembangunan Modal Insan)                  |
| 11      | 5  | 압둘라 아마드 바다위 MP for Kepala Batas (1939-2025)           | 2004년 3월 21일             | 2008년 2월 13일  |                  | 1981     | UMNO | BN   | 인적 자원 개발의 아버지 (Bapa Pembangunan Modal Insan)                  |
| 12      | 5  | 압둘라 아마드 바다위 MP for Kepala Batas (1939-2025)           | 2008년 3월 8일              | 2009년 4월 3일   |                  | 1981     | UMNO | BN   | 인적 자원 개발의 아버지 (Bapa Pembangunan Modal Insan)                  |
| 12      | 6  | 나집 라작 MP for Pekan (1953-)                                 |                             | 2009년 4월 3일   | 2013년 4월 3일   | 3323     | UMNO | BN   |                                                                         |
| 13      | 6  | 나집 라작 MP for Pekan (1953-)                                 | 2013년 5월 6일              | 2018년 5월 9일   |                  | 3323     | UMNO | BN   |                                                                         |
| 14      | 7  | 마하티르 빈 모하맛 MP for Kubang Pasu (1925-)                  |                             | 2018년 5월 10일  | 2020년 3월 1일   | 661      | PH   | PPBM | 현대화의 아버지 (Bapa Pemodenan)                                        |
| 15      | 8  | 무히딘 야신 MP for Pagoh (1947-)                               |                             | 2020년 3월 1일   | 2021년 8월 21일  | 538      | PN   | PPBM |                                                                         |
| 16      | 9  | 이스마일 사브리 야콥 Dato' Sri Ismail Sabri bin Yaakob (1960-) |                             | 2021년 8월 21일  | 2022년 11월 24일 | 460      | UMNO | BN   |                                                                         |
| 17      | 10 | 안와르 이브라힘 MP for Tambun (1947-)                          | Anwar Ibrahim June 2025.jpg | 2022년 11월 24일 |                  | 979      | PH   | PKR  |                                                                         |

## 같이 보기
- 양디-퍼르투안 아공
- 말레이시아의 부총리